# Stephanie Murata
Stephanie Murata (* 16. Oktober 1970) ist eine ehemalige US-amerikanische Ringerin. Sie wurde 2001 Vizeweltmeisterin in der Gewichtsklasse bis 51 kg Körpergewicht.

## Werdegang
Stephanie Murata ist japanischer Herkunft. Sie begann erst im Alter von 23 Jahren mit dem Ringen, nachdem sie vorher mehrere andere Sportarten betrieben hatte. Sie war damals in Lansing (Michigan) ansässig. Nach der High School absolvierte sie eine Ausbildung zur Physiotherapeutin. In diesem Bereich ist sie auch nach Beendigung ihrer aktiven Zeit beim US-amerikanischen Ringerverband tätig. Als Ringerin gehörte sie lange Jahre dem Ringerclub Sunkist Kids Phoenix (Arizona) an. Die Trainer, mit denen sie am längsten zusammenarbeitete, waren Terry Steiner und Wladimir Isboinikow. Die 1,60 Meter große Athletin startete in verschiedenen Gewichtsklassen, meist in den Gewichtsklassen bis 51 kg bzw. bis 55 kg, aber, in Hinblick auf eine eventuelle Teilnahme an Olympischen Spielen, auch in der Gewichtsklasse bis 48 kg Körpergewicht.
Im Jahre 1996 startete sie in Sofia erstmals bei einer Weltmeisterschaft der Damen. In der damals existierenden Gewichtsklasse bis 53 kg kam sie dabei auf den 7. Platz. In den folgenden Jahren nahm sie bis zum Jahre 2007 noch an sieben Weltmeisterschaften teil. Das beste Ergebnis erzielte sie dabei im Jahre 2001. Sie wurde in diesem Jahr in Sofia in der Gewichtsklasse bis 51 kg Vizeweltmeisterin. Auf dem Weg zu diesem Erfolg besiegte sie Kyle Bremner, Australien, Sofia Poumpouridou aus Griechenland und Lindsay Belisle aus Kanada. Im Finale unterlag sie gegen Hitomi Obara Sakamoto, der vielfachen Weltmeisterin und Olympiasiegerin. In den Jahren 1998 und 1999 belegte sie bei den Weltmeisterschaften in Poznań bzw. in Boden/Schweden jeweils den undankbaren 4. Platz. Bei ihrem letzten Start bei einer Weltmeisterschaft, 2007 in Baku, kam sie in der Gewichtsklasse bis 48 kg, in die sie unter großen Opfern abtrainiert hatte, den 5. Platz. Sie unterlag dabei u. a. gegen Chiharu Ichō aus Japan knapp nach Punkten (0:2 Runden, 0:2 Punkte). Da diese Weltmeisterin wurde, konnte sie in der Trostrunde weiterringen, in der sie u. a. Maria Stadnik, Aserbaidschan, besiegte, im Kampf um eine Bronzemedaille dann gegen die Chinesin Li Xiaomei knapp unterlag (1:2 Runden, 1:3 Punkte).
Zweimal versuchte Stephanie Murate sich für die Teilnahme an Olympischen Spielen zu qualifizieren. Im Jahre 2004 scheiterte sie dabei in der US-amerikanischen Qualifikation (Trials), wo sie in der Gewichtsklasse bis 55 kg nur den 4. Platz belegte. 2008 versuchte sie sich in den Vereinigten Staaten in der Gewichtsklasse bis 48 kg für die Olympiateilnahme in Peking zu qualifizieren. Sie belegte in diesem Jahr bei der US-amerikanischen Meisterschaft in dieser Gewichtsklasse hinter Patricia Miranda den 2. Platz, war aber bei den eigentlichen "Trials" verletzt und konnte deshalb nicht starten. Der Traum von der Olympiateilnahme war damit verflogen.
Den Titel einer panamerikanischen Meisterschaft gewann Stephanie Murata in den Jahren 1997, 2001 und 2002. 2007 belegte sie bei den panamerikanischen Spielen den 3. Platz.
US-amerikanische Meisterin (die Ergebnisse hierzu sind nur ab dem Jahre 2000 bekannt) wurde sie 2001, 2002, 2005 und 2007.
Nach Beendigung ihrer Ringerlaufbahn im Jahre 2008 startete sie im Jahre 2009 bei der NoGi-Grappling-Weltmeisterschaft in Fort Lauderdale und belegte dort in der Gewichtsklasse bis 55 kg hinter Laurence Fouillet aus Frankreich den 2. Platz. NoGi-Grappling ist eine "junge" Kampfsportart und besteht aus einer Mixtur von verschiedenen Kampfsportarten.

## Internationale Erfolge
| Jahr | Platz | Wettbewerb                                               | Gewichtsklasse | Ergebnisse |
| 1996 | 7.    | WM in Sofia                                              | bis 53 kg      | Siegerin: Anna Gomis, Frankreich vor Jennifer Ryz, Kanada |
| 1997 | 1.    | Panamerikanische Meisterschaft in San Juan (Puerto Rico) | bis 56 kg      | vor Olga Marina Lugo Guardia, Venezuela und Yameli Valle, Puerto Rico |
| 1997 | 11.   | WM in Clermont-Ferrand                                   | bis 56 kg      | nach Niederlagen gegen Mariko Shimizu, Japan und Lin Chin-Miao, Taiwan |
| 1998 | 3.    | Panamerikanische Meisterschaft in Winnipeg               | bis 56 kg      | hinter Jennifer Ryz und Olga Marina Lugo Guardia |
| 1998 | 4.    | WM in Poznań                                             | bis 51 kg      | nach einer Niederlage gegen Jelena Jegotschina, Russland, Siegen über Agnieszka Pajak, Polen, Angelique Berthenet-Hidalgo, Frankreich, Zhou Xiaoyi, China und Teresa Pietrowski, Kanada und einer weiteren Niederlage gegen Jelena Jegotschina |
| 1999 | 4.    | WM in Boden/Schweden                                     | bis 51 kg      | nach Siegen über Marta Wojtanowska, Polen, Annett Kamke, Deutschland und Natalja Karamtschakowa, Russland und Niederlagen gegen Erica Sharp, Kanada und Gao Yanzhi, China                                                                      |
| 2000 | 1.    | "Dave-Schultz"-Memorial in Colorado Springs              | bis 51 kg      | vor Casey Baranoski und Patricia Miranda, beide USA |
| 2001 | 1.    | Panamerikanische Meisterschaft in Santa Domingo          | bis 51 kg      | vor Marcia Andrades, Venezuela und Magdalena Arellona, Mexiko |
| 2001 | 2.    | Sunkist-Kids-International-Open in Phoenix (Arizona)     | bis 51 kg      | hinter Lindsay Belisle, Kanada, vor Jennifer Wong, USA |
| 2001 | 2.    | WM in Sofia                                              | bis 51 kg      | nach Siegen über Kyle Bremner, Australien, Sofia Poumpouridou, Griechenland und Lindsay Belisle und einer Niederlage gegen Hitomi Obara Sakamoto, Japan                                                                                        |
| 2002 | 1.    | "Dave-Schultz"-Memorial in Colorado Springs              | bis 51 kg      | vor Jennifer Wong und Marianne Vollmer, beider USA |
| 2002 | 2.    | Klippan-Lady-Open                                        | bis 51 kg      | hinter Ida Hellström, Schweden, vor Jessica Bechtel, Deutschland |
| 2002 | 1.    | Panamerikanische Meisterschaft in Maracaibo              | bis 55 kg      | vor Janet Sovero Nino, Peru und Marcia Yuleisi Andrades Mendoza, Venezuela |
| 2002 | 10.   | WM in Chalkida/Griechenland                              | bis 51 kg      | nach Niederlage gegen Chiharu Ichō, Japan und Sieg über Marta Wojtanowska |
| 2003 | 3.    | "Dave-Schultz"-Memorial in Colorado Springs              | bis 55 kg      | hinter Jennifer Ryz und Tina George, USA |
| 2004 | 6.    | "Dave-Schultz"-Memorial in Colorado Springs              | bis 55 kg      | Siegerin: Tina George vor Jennifer Ryz |
| 2004 | 2.    | Welt-Cup in Tokio                                        | bis 51 kg      | hinter Hitomi Obara Sakamoto, vor Erica Sharp und Tan Dongmei, China |
| 2004 | 1.    | Sunkist-Kids-International-Open in Tempe (Arizona)       | bis 51 kg      | vor Erica Sharp und Debbie Sakai, beide USA |
| 2005 | 3.    | "Dave-Schultz"-Memorial in Colorado Springs              | bis 51 kg      | hinter Lindsay Belisle und Erica Sharp |
| 2004 | 2.    | New-York-Athletic-Club-Open                              | bis 51 kg      | hinter Lindsay Belisle, vor Debbie Sakai |
| 2005 | 5.    | Welt-Cup in Clermont-Ferrand                             | bis 51 kg      | Siegerin: Chiharu Icho vor Natalja Smirnowa, Russland |
| 2005 | 7.    | WM in Budapest                                           | bis 51 kg      | nach Siegen über Emese Szabó, Ungarn und Nursat Schailobowa, Kirgisistan und einer Niederlage gegen Erica Sharp |
| 2006 | 2.    | "Iwan-Yarigin"-Memorial in Krasnojarsk                   | bis 48 kg      | hinter Lilija Kaskarakowa, Russland, vor Otgonmargal Njamsuren, Mongolei und Lorissa Oorschak, Russland |
| 2006 | 1.    | Großer Preis von Tourcoing                               | bis 48 kg      | vor Carol Huynh und Marina Markewitsch, Weißrussland |
| 2006 | 1.    | "Dave-Schultz"-Memorial in Colorado Springs              | bis 48 kg      | vor Angela Mott, Kanada und Mary Kelly, USA |
| 2006 | 3.    | Klippan-Lady-Open                                        | bis 48 kg      | hinter Lilija Kaskarakowa und Clarissa Chun, USA, gemeinsam mit Sigrun Dobner, Deutschland |
| 2006 | 3.    | Welt-Cup in Nagoya                                       | bis 48 kg      | hinter Chiharu Icho und Carol Huynh, Kanada, gemeinsam mit Inga Karamtschakowa, Russland |
| 2007 | 1.    | "Dave-Schultz"-Memorial in Colorado Springs              | bis 48 kg      | vor Carol Huynh und Sofia Mattsson, Schweden |
| 2007 | 2.    | Guelph-Open                                              | bis 51 kg      | hinter Patricia Miranda, vor Belinda Chow und Vanessa Brown, beide Kanada |
| 2007 | 3.    | Panamerikanische Spiele                                  | bis 48 kg      | hinter Carol Huynh und Ingrid Mechano Cuellar, El Salvador |
| 2007 | 5.    | WM in Baku                                               | bis 48 kg      | nach einem Sieg über Natalja Budu, Moldawien, einer Niederlage gegen Chiharu Icho, Siegen über Isabella Sambou, Senegal, Jildiz Eschimowa, Kasachstan und Maria Stadnik, Aserbaidschan und einer Niederlage gegen Li Xiaomei, China            |
| 2008 | 3.    | "Dave-Schultz"-Memorial in Colorado Springs              | bis 48 kg      | hinter Sara Fulp-Allen und Clarissa Chun, beide USA |
| 2009 | 2.    | NoGi-Grappling-WM in Fort Lauderdale                     | bis 55 kg      | hinter Laurence Fouillet, Frankreich, vor Bahar Shahidi und Danielle Hobeike, beide USA |

## Nationale Wettkämpfe
(nur seit 2000)
| Jahr | Platz | Wettbewerb        | Gewichtsklasse | Ergebnisse                                                             |
| 2001 | 1.    | USA-Meisterschaft | bis 51 kg      | vor Jennifer Wong und Patricia Miranda                                 |
| 2002 | 1.    | USA-Meisterschaft | bis 55 kg      | vor Melissa Sherwood und Marcie van Dusen                              |
| 2003 | 3.    | USA-Meisterschaft | bis 55 kg      | hinter Tela O’Donnell und Tina George                                  |
| 2004 | 5.    | USA-Meisterschaft | bis 55 kg      | hinter Tina George, Tela O’Donnell, Jennifer Wong und Marcie van Dusen |
| 2004 | 4.    | Olympia-Trials    | bis 55 kg      | hinter Tela O’Donnell, Tina George und Jennifer Wong                   |
| 2005 | 1.    | USA-Meisterschaft | bis 51 kg      | vor Malinda Ripley                                                     |
| 2005 | 1.    | WM-Trials         | bis 51 kg      | vor Mary Kelly                                                         |
| 2006 | 2.    | USA-Meisterschaft | bis 48 kg      | hinter Clarissa Chun, vor Mary Kelly und Sara Fulp-Allen               |
| 2007 | 1.    | USA-Meisterschaft | bis 48 kg      | vor Mary Kelly, Clarissa Chun und Sara Fulp-Allen                      |
| 2007 | 1.    | WM-Trials         | bis 48 kg      | vor Mary Kelly, Sara Fulp-Allen und Clarissa Chun                      |
| 2008 | 2.    | USA-Meisterschaft | bis 48 kg      | hinter Patricia Miranda, vor Sara Fulp-Allen und Clarissa Chun         |
| 2008 | 2.    | WM-Trials         | bis 51 kg      | hinter Helen Maroulis, vor Whitney Conder                              |

## Erläuterungen
- alle Wettkämpfe im freien Stil (Ausnahme: 2009, NoGi-Grappling-WM)
- WM = Weltmeisterschaft
- Trials = Ausscheidungswettkampf